# Vistarband

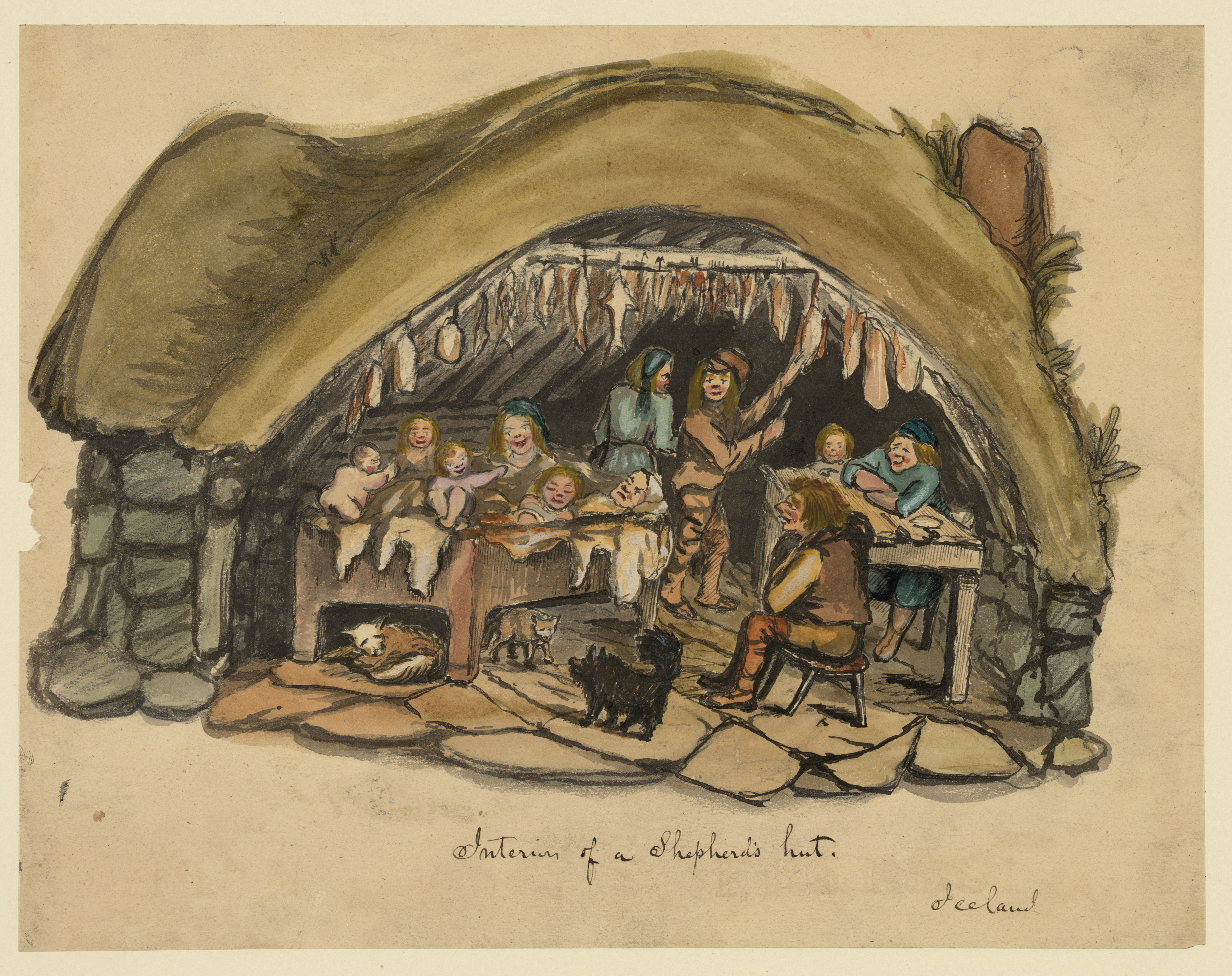
Interior d'una cabana de pastor, Islàndia, pintura de Bayard Taylor de 1862

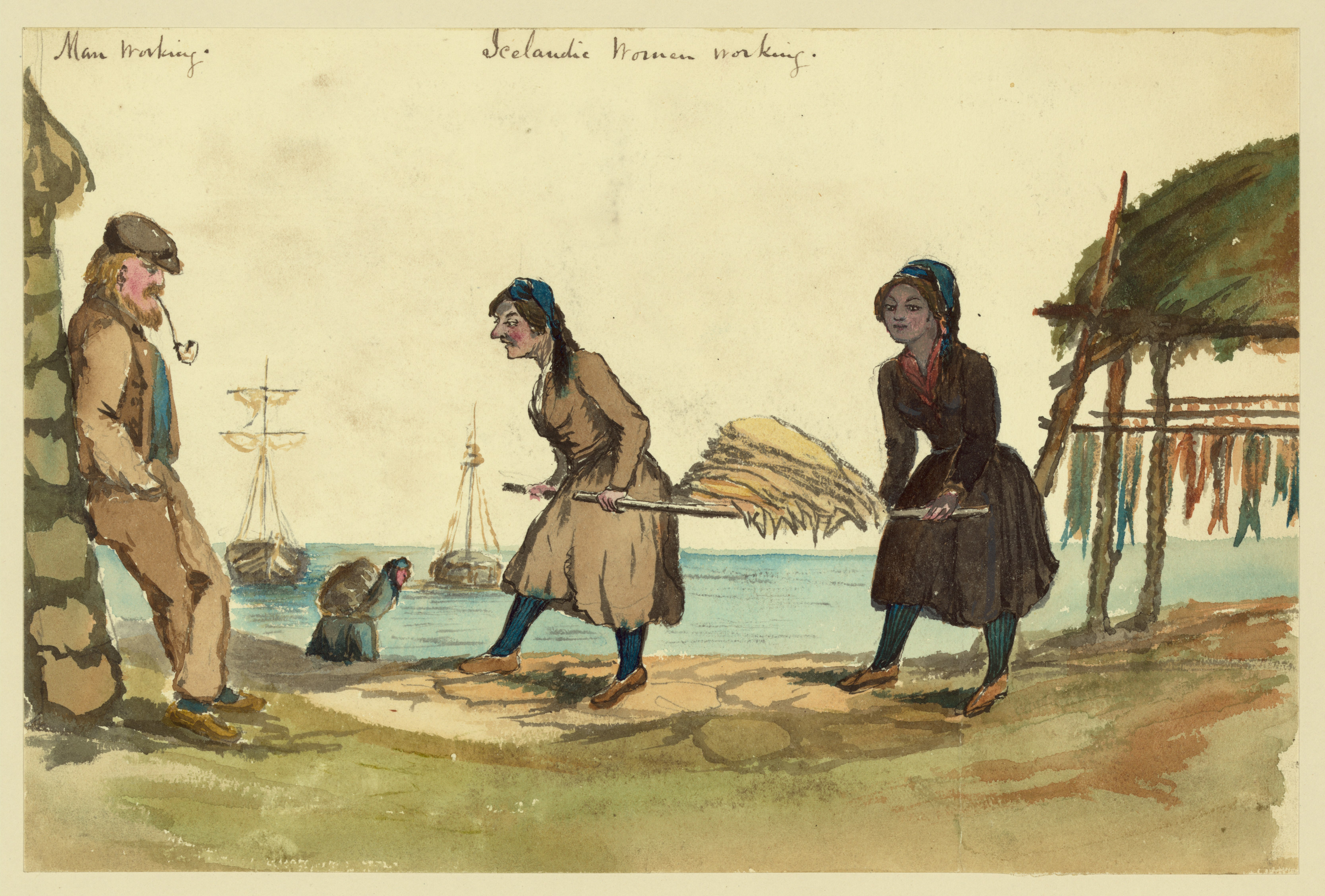
Dones treballant a Islàndia (Bayard Taylor, 1862)

La vistarband islandesa va ser una forma de servitud establerta durant la dominació dano-noruega de l'illa que exigia que totes les persones sense terra treballessin en una granja. Una persona que no posseïa ni arrendava terra havia de trobar una feina com a jornaler (vinnuhjú) a casa d'un pagès. El costum era que la gent sense terra fes un contracte amb un pagès durant un any. La vistarband va estar en vigor des del 1490 fins a principis del segle XX, en diverses formes. Islàndia tenia un percentatge inusualment gran de la població en aquest tipus de servitud, generalment establert al voltant del 25% de la població durant el segle XIX.
La institució només es va aplicar a Islàndia, no a la resta de la unió Dinamarca i Noruega. Noruega tenia el seu propi sistema de servitud, mentre que a Dinamarca existia una institució similar, l'stavnsbånd.

## Mida mínima de la granja
La mida mínima d'una granja a Islàndia, segons el Píningsdómur de 1490, era igual al valor de tres vaques. Un individu que no controlava propietats d'almenys aquest valor havia de convertir-se en jornaler agrícola. En segles posteriors aquesta quantitat va anar en augment.

## Vida d'un jornaler

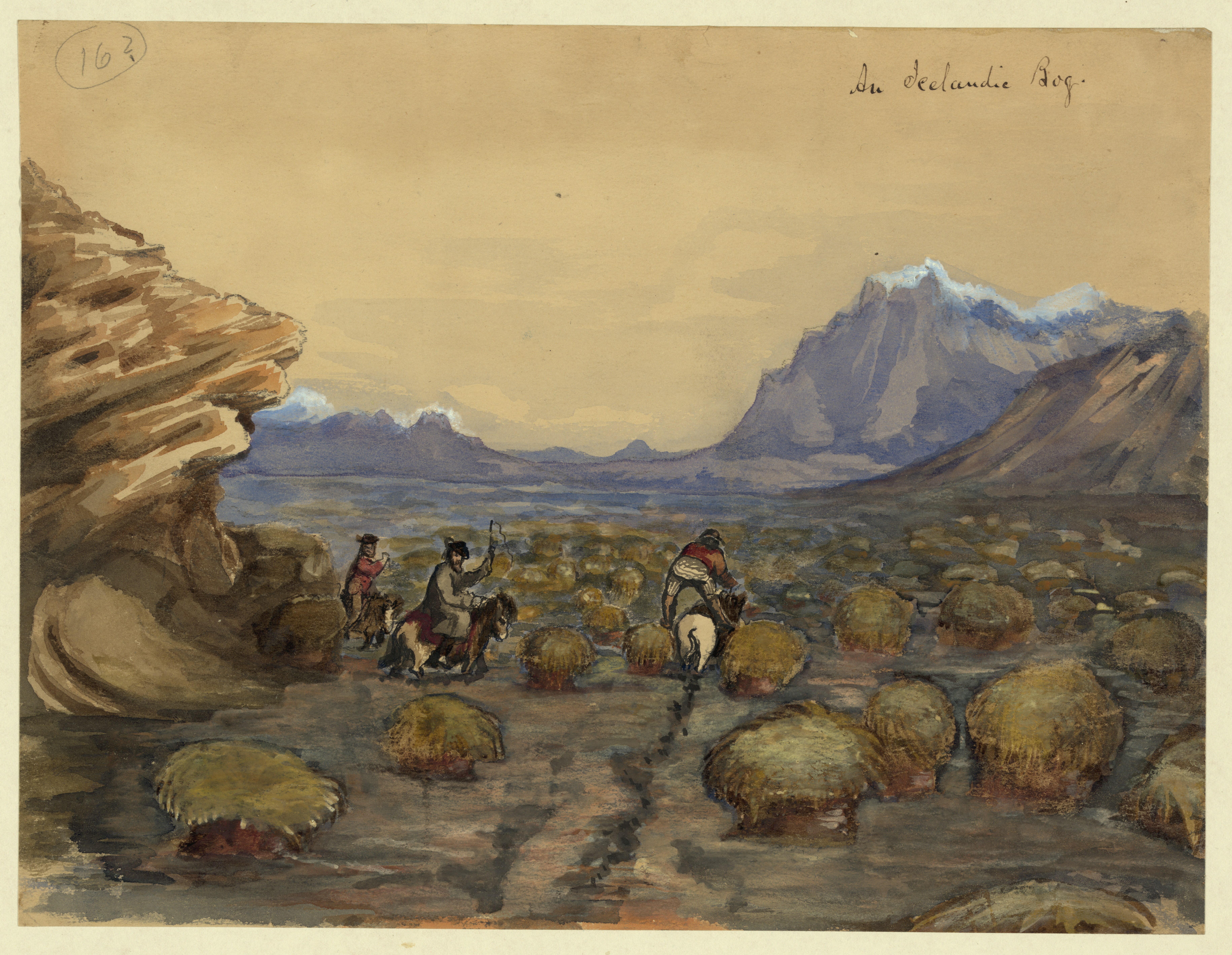
Treballadors en un pantà a Islàndia (Bayard Taylor, 1862)

Era habitual que els islandesos treballessin com a jornalers agrícoles quan eren joves i que després, si podien arribar a llogar terres, establissin la seva pròpia granja i es casessin. Però la servitud de per vida va ser el destí de molts, especialment de les dones. La majoria de les granges islandeses eren arrendades i els agricultors no estaven obligats a residir-hi més d'un any. El mateix s'aplicava a la vistarband: cap treballador no estava obligat a romandre amb el mateix pagès durant més d'un any seguit. Així, mentre que el vistarband era similar en alguns aspectes a la servitud, es diferenciava en què els que hi eren subjectes eren, almenys teòricament, capaços d'abandonar la terra on treballaven.
Si un pagès no complia amb les seves responsabilitats envers un jornaler, aquest podia apel·lar al cap de districte local (hreppstjóri), però un jornaler no podia sortir de la granja sense el permís del pagès.

## Treballadors lliures
De vegades era possible escapar de la vistarband convertint-se en un treballador lliure (lausamaður). Els treballadors lliures podien vendre la seva mà d'obra als empresaris establint les seves pròpies condicions. Fins al 1783 es requeria una propietat per valor d'almenys deu vaques per convertir-se en treballador lliure. Convertir-se en treballador lliure va estar prohibit entre 1783 i 1863. Quan es va tornar a permetre després de 1863, només va ser sota condicions estrictament limitades. Després del creixement de la pesca a petita escala a Islàndia a finals del segle XIX, les lleis es van canviar el 1894 i l'estatus de treballador lliure va esdevenir accessible per a la majoria dels islandesos sense terra.
Els governs liberaldemocràtics de Dinamarca van pressionar Islàndia perquè adoptés la llibertat d'ocupació durant el segle XIX. No obstant això, les elits i els parlamentaris islandesos es van resistir a implementar la llibertat d'ocupació, argumentant que l'acord de la vistarband beneficiava tant els treballadors com els empresaris. L'historiador islandès Guðmundur Hálfdanarson fa la hipòtesi que les reformes democràtiques liberals durant el segle XIX al regne danès van motivar les elits islandeses, que percebien aquestes reformes democràtiques liberals com a amenaces al seu poder i estatus, a pressionar per una major autonomia islandesa dins del regne danès.